# Örjan Eriksson
Örjan Ingemar Eriksson, född 13 mars 1943 i Alingsås stadsförsamling i Älvsborgs län, är en svensk ingenjör och företagsledare.

## Biografi
Eriksson avlade civilingenjörsexamen vid Chalmers tekniska högskola i Göteborg 1966 och anställdes vid Skånska flygflottiljen 1967. Han var därefter chef för Norra telebasen och verkställande direktör för Telub. Åren 1996–2004 tjänstgjorde han vid Försvarets materielverk, bland annat som divisionschef.
Örjan Eriksson invaldes 1998 som ledamot av Kungliga Krigsvetenskapsakademien.